# Heterogramma flavipunctalis
Heterogramma flavipunctalis là một loài bướm đêm trong họ Noctuidae.